# The Sydney Times
The Sydney Times foi um jornal publicado em Sydney, Nova Gales do Sul, Austrália.

## História
A primeira edição de quatro páginas foi publicada por Nathaniel Lipscomb Kentish no dia 15 de agosto de 1834. Foi publicado nas manhãs de terça e sexta-feira. O jornal fechou em 1838 devido a dívidas e Kentish regressou à sua carreira como agrimensor.

## Digitalização
O jornal viu as suas edições de de 15 de agosto de 1834 a 2 de julho de 1838 digitalizadas, estando disponíveis no Trove .